# Diaspidiotus caucasicus
Diaspidiotus caucasicus är en insektsart som först beskrevs av Borchsenius 1935.  Diaspidiotus caucasicus ingår i släktet Diaspidiotus och familjen pansarsköldlöss. Inga underarter finns listade i Catalogue of Life.